# Долгинцевская волость
Долгинцевская волость — административно-территориальная единица Криворожского уезда Екатеринославской губернии с центром в посёлке Долгинцево.

## История
Образована в марте 1922 года путём выделения территорий из состава Весёлотерновской и Ново-Криворожской волостей Криворожского уезда.
Ликвидирована 7 марта 1923 года в ходе перехода на округовую административно-территориальную систему.